# Eosentomon madagascariense
Eosentomon madagascariense – gatunek pierwogonka z rzędu Eosentomata i rodziny Eosentomidae.

## Taksonomia
Gatunek opisany został w 1978 przez Josefa Noska, a jego nazwa gatunkowa nawiązuje do miejsca występowania.

## Występowanie
Gatunek ten jest endemitem Madagaskaru.